# Laboratoire Albert Fert
Le Laboratoire Albert Fert (précédemment nommé l'Unité mixte de Physique CNRS/Thales, UMPhy jusqu'au 6 décembre 2023), créé en 1995, est un laboratoire cogéré par le CNRS et l'entreprise Thales. L'UMPhy est associée à l'Université Paris-Sud depuis 2000. 

## Historique

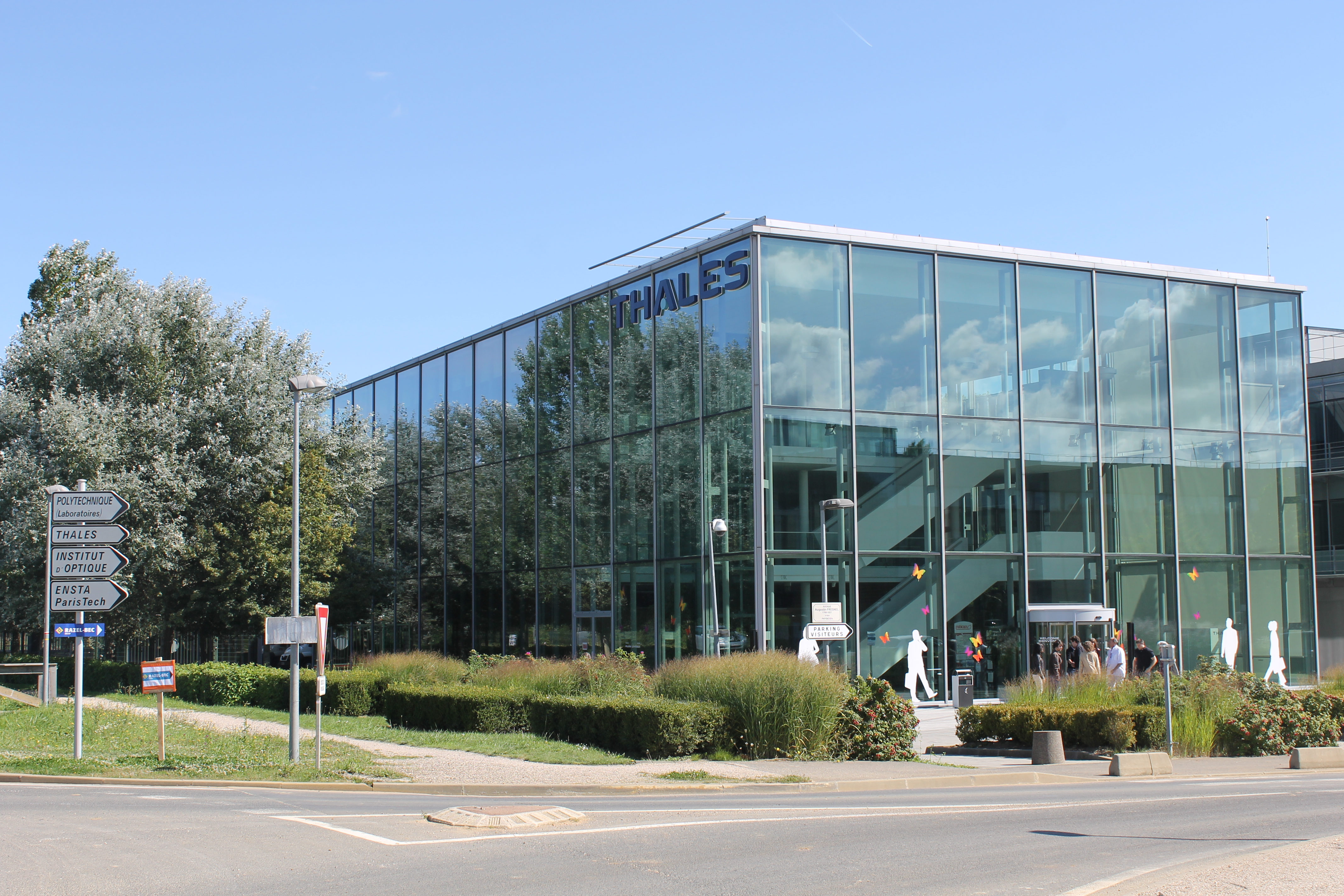
Le centre de R&D de Thales à Palaiseau, sur le campus de l’École polytechnique (Paris-Saclay).

La création de l'UMPhy est le fruit d'une longue collaboration entre l'équipe d'Albert Fert à l'Université Paris-Sud et le groupe de physique d'Alain Friederich au laboratoire central de recherche de Thomson-CSF. Cette collaboration fructueuse, initialement centrée sur les multicouches métalliques magnétiques, a conduit à la découverte de l'effet de magnétorésistance géante (GMR) en 1988, pour laquelle Albert Fert a reçu le prix Nobel de physique en 2007. Cette découverte est également considérée comme la naissance de la spintronique. 
Depuis 1995, l'UMPhy est active dans de nombreux sujets de spintronique tels que la magnétorésistance à effet tunnel, les nanofils magnétiques, l'injection de spin dans divers hétérostructures (métaux, oxydes, semi-conducteurs) et le transfert de spin dans les dispositifs nano-structurés.
Initialement centrée sur la spintronique et nanomagnétisme, les activités scientifiques de l'UMPhy ont été étendues en 1996 aux supraconducteurs à haute température (SHTC). Plus récemment, pour faire face au renouvellement de l'intérêt pour la physique d'oxydes, une ligne de recherche sur les oxydes fonctionnels a été lancée. L'UMPhy accueille également depuis 2006 le groupe de lithographie par rayons X.

## Rapport de l'Agence d'évaluation de la recherche et de l'enseignement supérieur
En août 2010, l'unité mixte de Physique CNRS/Thales a fait l'objet d'une évaluation par l'Agence d'évaluation de la recherche et de l'enseignement supérieur. La conclusion du rapport est : « Laboratoire mixte entre le milieu académique et un partenaire industriel, l'Unité de physique CNRS-Thales réussit un équilibre remarquable entre recherche fondamentale de haut niveau et prise en compte des aspects applicatifs. Sur sa thématique historique de la Spintronique, l'unité est à l'avant-garde de la communauté internationale sur les sujets de recherche les plus actuels : couple de transfert de spin et effets magnéto-Coulomb. Sur la thématique Supraconductivité-traitement du signal, un renouvellement de l'activité a eu lieu avec en vue le développement de matériaux pour l'électronique supraconductrice. L'activité sur les oxydes fonctionnels, plus récemment développée, connait de grands succès dans l'étude de matériaux de propriétés multiferroïques ».

## Pour approfondir